# Ефросин (книгописец)

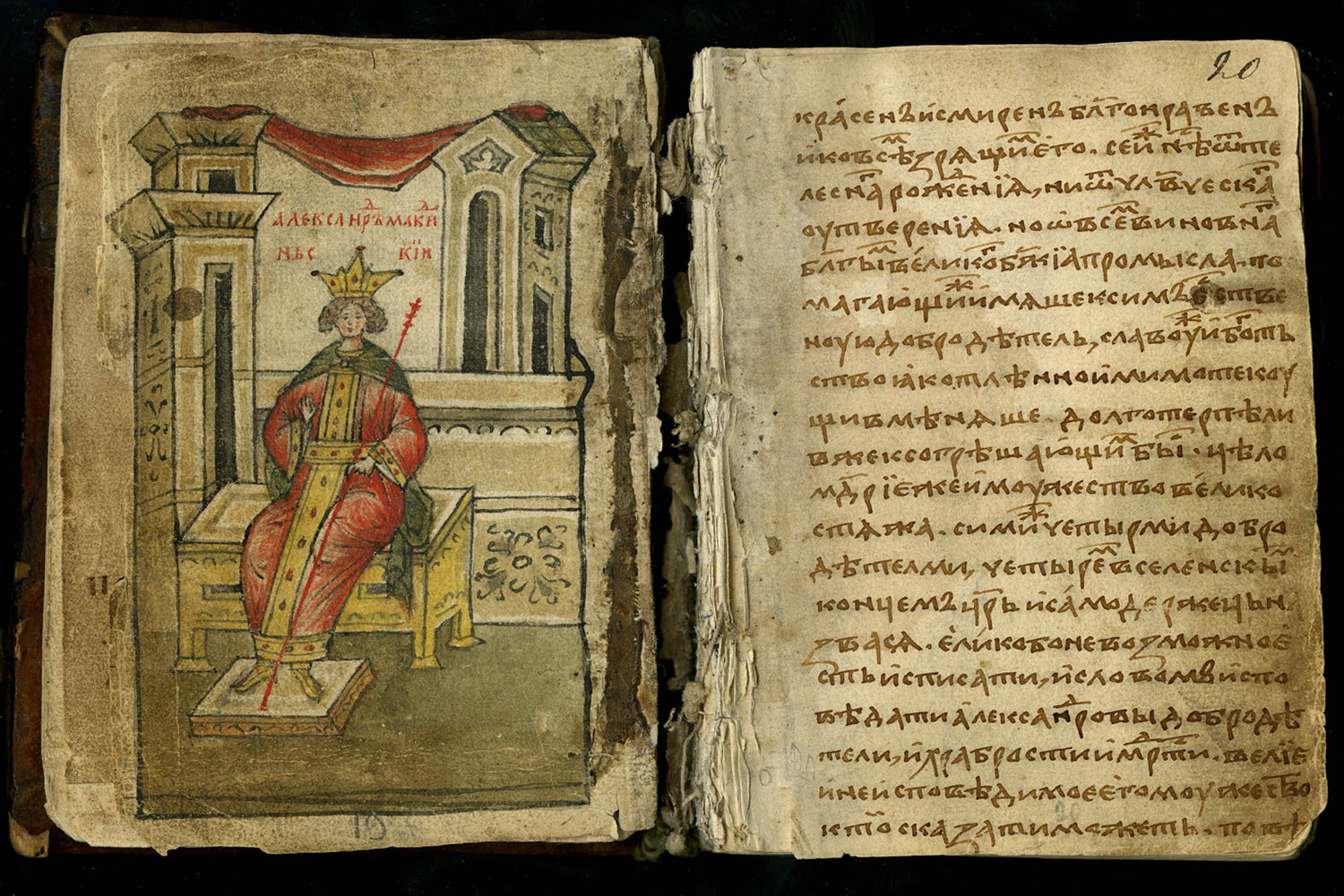
Сказание о Александре Македонском с изображением Александра. Автор: книгописец иеромонах Ефросин. Сборник Кирилло-Белозерского монастыря № 11/1088 л. 20—194 об. (октябрь 1491 года)

Ефроси́н (Евфросин) Белозерский — русский иеромонах и книгописец второй половины XV века, предположительно, родом из Вологды. Жил в Кирилло-Белозерском монастыре.
А. Г. Бобров выдвинул гипотезу о тождестве Ефросина и Ивана Дмитриевича Шемякина, сына великого князя Московского Дмитрия Шемяки.

## Наследие
Его имя стало известно в XIX веке. До наших дней дошли несколько рукописных произведений, написанных его рукой. Кроме церковно-учительских произведений встречаются и светские произведения. Из различных источников берутся естественнонаучные и географические сведения, выписывает сведения о «великих морях», об именах «великих гор» и рек, берущих, по представлениям того времени, начало из райских источников. Он делает много выписок из путевых заметок паломников, ходивших к Святым местам. В своем сборнике он поместил трактат о дуге небесной, учение о семи планетах и звёздах, о том, что Земля покоится на семи столпах, статьи о величине солнечного, земного и лунного кругов, о широте и долготе Земли. К практическим знаниям относятся сведения о громе и предсказаниях по нему погоды и видов на урожай, о падающих звёздах, кометах, извержении вулкана, землетрясениях. 
Ефросин интересуется и медициной, помещает статью, излагающую теорию Гиппократа о четырёх стихиях человеческого тела, статьи о лечении болезней, о врачевании уха и желудка.
Он очень увлекается темой борьбы с татарами. В своем сборнике большое внимание уделяет описанию татарских набегов с 1377 по 1453 год.
Очень много он пишет о блаженных рахманах, также рассказывает о получеловеке-полузвере Китоврасе. 

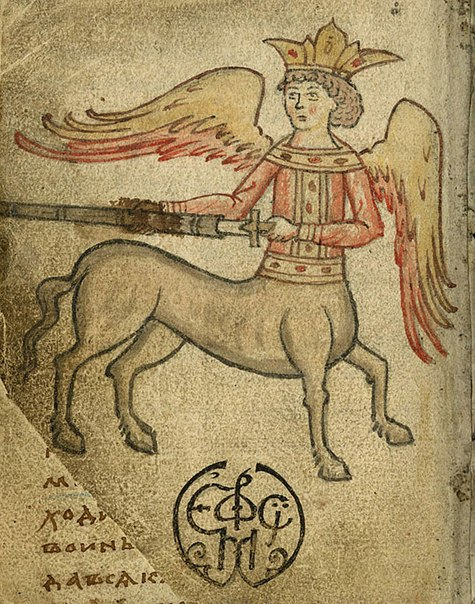
Китоврас. Изображение из Сборника Кирилло-Белозерского монастыря; книгописец иеромонах Ефросин, внизу монограмма Ефросина (вторая половина XV века)

По мнению М. Д. Каган-Тарковской, древнерусские произведения, помещённые Ефросином в писанных им  сборниках, носят следы его индивидуальной творческой обработки. Ефросин тяготел к определённым  литературным темам и возвращался к ним неоднократно. Он мозаично компоновал из одних и тех же притч, изречений и отрывков совершенно разные по характеру и жанру произведения. Одним из его любимых сюжетов, переходящих из сборника в сборник, были «слова» о добрых и злых жёнах. В «Слове о женах о добрых и о злых» в составе одного из его сборников средняя часть, состоящая из диалогов, не соотносится с какими-либо другими известными текстами и, по мнению исследователя, имеет фольклорные истоки. Заключительная часть этого «Слова» Ефросина композиционно приспособлена к средней части и тоже состоит из разговоров, действующим лицом которых выступает как бы сам автор, несколько раз упомянувший своё участие в них («видѣх», «аз рекох»). В этом произведении  ярко проявилось тяготение Ефросина к светским сюжетам. Во всех изречениях, притчах и сценах предполагаются светские, житейские, семейные  ситуации. Сочинения Ефросина были опосредствованно связаны со «Словом» Даниила Заточника. Монах продолжил традицию неизвестного автора XII века, сочетая в «Слове о женах о добрых и о злых» книжные и фольклорные образы, обращаясь к стилю скоморошьих сцен и создавая произведение одновременно нравоучительное и занимательное.
Записал Сказание о Дракуле воеводе.